# Karl Adolph Gottlob Schellenberg
Karl Adolph Gottlob Schellenberg (* 2. Mai 1764 in Idstein; † 13. September 1835 in Wiesbaden) war ein deutscher evangelischer Geistlicher und Pädagoge.

## Biographie

### Herkunft
Karl Adolph Gottlob Schellenberg wurde als Sohn des Prorektors am Gymnasium in Idstein, Jacob Ludwig Schellenberg, und dessen Ehefrau Charlotte Sophie Christiane (* 12. Juni 1738 in Idstein; † 10. Januar 1800 in Bierstadt), Tochter des Idsteiner Rentmeisters Johann Andreas Ibell und Bruder von Carl Ibell, Amtmann des Amtes Wehen, geboren.

### Leben
Nach Beendigung des Gymnasiums Augusteum (1569–1817) in Idstein, begann er 1781 ein Philologie- und Theologie-Studium an der Universität Halle und hörte Vorlesungen bei August Hermann Niemeyer und Friedrich August Wolf, bei denen er seine philologische und pädagogische Ausbildung erhielt. Nach seinem Studium war er seit 1783 als Lehrer am Franckeschen Waisenhaus angestellt, dort unterrichtete er vier Jahre lang Latein. In den letzten beiden Jahren seines Aufenthaltes in Halle betrieb er, auf Weisung und mit der Unterstützung seines Landesherrn, nur pädagogische Studien, um sich auf das Lehramt vorzubereiten.
1786 erhielt er mit seiner Dissertation Antimachi Colophonii reliquiae seine philosophische Doktorwürde.
Nachdem er in sein Elternhaus zurückgekehrt war, begann er 1787 als Lehrer am Gymnasium in Idstein, bis er 1789 eine Anstellung als Prediger in Neuwied annahm, wohin er berufen worden war; seine dortige Tätigkeit verband er bereits nach kurzer Zeit mit der Aufgabe eines Lehrers und Erziehers und übernahm den Unterricht junger Leute und nahm selbst einige Zöglinge in sein Haus auf, woraus sich im Laufe der Zeit eine Knabenerziehungsanstalt entwickelte, die er aber aufgrund der damaligen kriegerischen Unruhen wieder auflösen musste.
Um sich auf dem Gebiet des Unterrichtswesen weiterbilden zu können, unternahm er in der Zeit von 1796 bis 1797 eine ausgedehnte Reise durch einen großen Teil des nördlichen Deutschlands, verbunden mit einer Kollekte für den Aufbau der zerstörten Kirche in seiner Pfarrgemeinde. Nach der Rückkehr nach Neuwied begann er mit seinen neuen Erfahrung den Versuch 1799 erneut eine Knabenerziehungsanstalt zu gründen. Im ersten Jahr zählte die Schule nur vier Schüler, aber durch seine Leitung und seinen Erfolgen hatte er einen stetig wachsenden Zulauf, überwiegend aus dem Ausland, an Schülern zu verzeichnen, so dass bis zur Schulauflösung 1813 insgesamt 126 Schüler ausgebildet worden waren.
1813 wurde er durch die nassauische Regierung, die auf seine Unterrichtsanstalt aufmerksam geworden war, als Schul- und Konsistorialrat und als zweiter Stadtpfarrer nach Wiesbaden berufen, zugleich wurde er auch Mitglied der Generalverwaltung des öffentlichen Unterrichts im Herzogtum Nassau.
1816 kam es im Herzogtum Nassau zu einer umfangreichen Verwaltungsreform und das herzogliche Edikt vom 24. März 1817 betraf das gesamte Schulwesen des Landes, in dem es nun zu einer neuen Schulordnung kam. Die Grundzüge dieser Schulreform hatte in erster Linie Karl Adolph Gottlob Schellenberg entworfen, dem dabei der Oberschul- und Kirchenrat Friedrich Jakob Koch und der Seminardirektor Bernhard Gottlieb Denzel aus Esslingen zur Seite standen. Mit dem neuen Lehrplan wurde sowohl an den Gelehrten- als auch den Elementarschulen der Lehrstoff erweitert und die Wissensvermittlung erfolgte mit einer geistbildenden, und nicht wie bislang, mechanischen Methode. Es wurde auch eine für alle Konfessionen gemeinsame allgemeine Religionslehre eingeführt und um die Anzahl der Elementarlehrer zu erhöhen, wurde das Lehrerseminar in Idstein, deren Direktor Gottlieb Anton Gruner wurde, nach den neuen Anforderungen umgestaltet. Aufgrund seiner Durchführung der Organisation wurde Karl Adolph Gottlob Schellenberg zum Oberschul- und Kirchenrat ernannt und 1820 wurde ihm die überwachende Leitung des gesamten nassauischen Schulwesens in technischer Hinsicht übertragen.
Neben seinen schulischen Aufgaben war er aber auch als Geistlicher tätig und aufgrund seiner tatkräftigen Mitwirkung, gemeinsam mit dem Regierungspräsidenten Carl Friedrich Emil von Ibell, mit dem er mütterlicherseits verwandt war, konnten die zwei bisher getrennten protestantischen Kirchen Nassaus am 11. August 1817 zu einer einzigen evangelischen Kirche vereint werden.
Aufgrund seines Gesundheitszustandes wurde er im Mai 1830 von seinen Aufgaben im Referat für Schul- und Kirchenangelegenheiten entbunden.

### Familie
Karl Adolph Gottlob Schellenberg war seit dem 14. August 1793 zu Lich mit Friederike (* 7. September 1772 in Jugenheim; † 6. März 1847 in Wiesbaden), Tochter des Fürstlich Solmischen Regierungsdirektors Simon zu Lich in der Wetterau, verheiratet. Gemeinsam hatten sie acht Kinder, von diesen sind namentlich bekannt:
- Karl (* 1794 in Neuwied; † 1842 in Veracruz, Mexiko) wurde Kaufmann und niederländischer Konsul
- Adolf (* 1798 in Neuwied; † 1855 in Solingen) war Kaufmann und Stammvater des Barmer Zweigs[5]
- Heinrich Schellenberg, (* 19. Oktober 1810 in Neuwied; † 12. Dezember 1876 in Norderstadt), Pfarrer und nassauischer Landtagsabgeordneter, ⚭ mit Ernestine Reinhardine Frensdorf, (* 8. März 1811 in Dillenburg; † 28. Oktober 1878 in Wehen)

Von seinen 8 Geschwister sind namentlich bekannt:
- Maria Eleonora, genannt Lorchen (* 8. März 1762 Idstein; † 3. April 1847 Hachenburg), führte seit 1790 ihrem Bruder Carl Adolph Gottlob den Haushalt, ⚭ 1. Januar 1801 mit Emil Ludwig Philipp Schröder, (* 30. Juli 1764 in Göttingen; † 1. Januar 1835 in Hachenburg) reformierten Pfarrer Dr. jur., Kirchenrat und Jugendschriftsteller
- Ernst Ludwig (Louis) Theodor (* 23. März 1772 Usingen; † 23. Februar 1834 Wiesbaden), Buchhändler, Buchdrucker und Verleger, ⚭ mit Johannette Justine Christiane Friederike, geb. Schmidtborn (* 17. Mai 1772 Grävenwiesbach; † 26. Mai 1841 Wiesbaden)

## Wirken
Karl Adolph Gottlob Schellenberg wird als der Hauptgründer der Nassauischen Simultanschule angesehen und er war maßgeblich an der Vereinigung von lutherischer und reformierter Kirche im Herzogtum Nassau beteiligt. Anders als die im selben Jahr auf obrigkeitlichen Druck geschlossene Union in Preußen, beruhte die Nassauische Union auf einer freien Entscheidung der beteiligten Pastoren; hieraus entwickelte sich später die Evangelische Landeskirche in Nassau.

## Ehrungen
- Aufgrund seines Interesses an der Entwicklung der evangelischen Kirche in Nassau und seiner Tätigkeit als erster Stadtpfarrer und Seelsorger in Wiesbaden ehrte ihn die theologische Fakultät der Universität Göttingen am 6. April 1829 mit der Ehrendoktorwürde der Theologie.
- Im Mai 1830 wurde ihm der Titel eines Geheimen Kirchenrates verliehen.

## Schriften (Auswahl)
- Antimachi Colophonii reliquiae. Halae Saxon 1786.
- Das Evangelium Jesu ist von unendlichem Umfang : Eine Predigt an dem jährlichen Gedächtnißtage der Reformation und der kirchlichen Vereinigung gehalten in Wiesbaden den 1. November 1818. Wiesbaden 1818.